# SpaceX DM-1
SpaceX DM-1 (также известный как Demo-1) — первый испытательный полёт частного пилотируемого космического корабля Crew Dragon компании SpaceX к Международной космической станции. Полёт выполнялся в рамках программы NASA по разработке коммерческих пилотируемых кораблей Commercial Crew Program.
Корабль без экипажа на борту, полёт, стыковка и расстыковка со станцией прошли в автоматическом режиме.
Запуск состоялся 2 марта 2019 года в 7:49:03 UTC.

## Задачи
- демонстрация работы на орбите авионики, системы стыковки, систем связи и телеметрии, системы жизнеобеспечения (давление, температура, влажность, и т. п.), солнечных батарей, силовой и двигательной установок корабля;
- демонстрация систем наведения, навигации и управления ракеты-носителя Falcon 9 и корабля Crew Dragon во время запуска, орбитального полёта и возврата на Землю;
- определить уровень акустической и вибрационной нагрузки на внешние и внутренние компоненты корабля
- демонстрация отслеживания пускового механизма системы аварийного спасения экипажа
- демонстрация эксплуатационных характеристик транспортной системы на всех этапах полёта[1].

## Подготовка к запуску
Первоначально испытательный полёт корабля был запланирован не ранее декабря 2016 года, но его график был отложен несколько раз в течение 2017 и 2018 годов и далее до марта 2019 года.
9 июля 2018 года корабль завершил последнюю серию тестов в вакуумной термокамере на испытательной станции NASA в Огайо.
В июле 2018 года космический корабль прибыл на мыс Канаверал для финальных тестов и подготовки к запуску.
В августе 2018 года прибыл на стартовую площадку LC-39A в Космического центра имени Кеннеди и был установлен на башню обслуживания приводной туннель для доступа экипажа на космический корабль перед запуском.

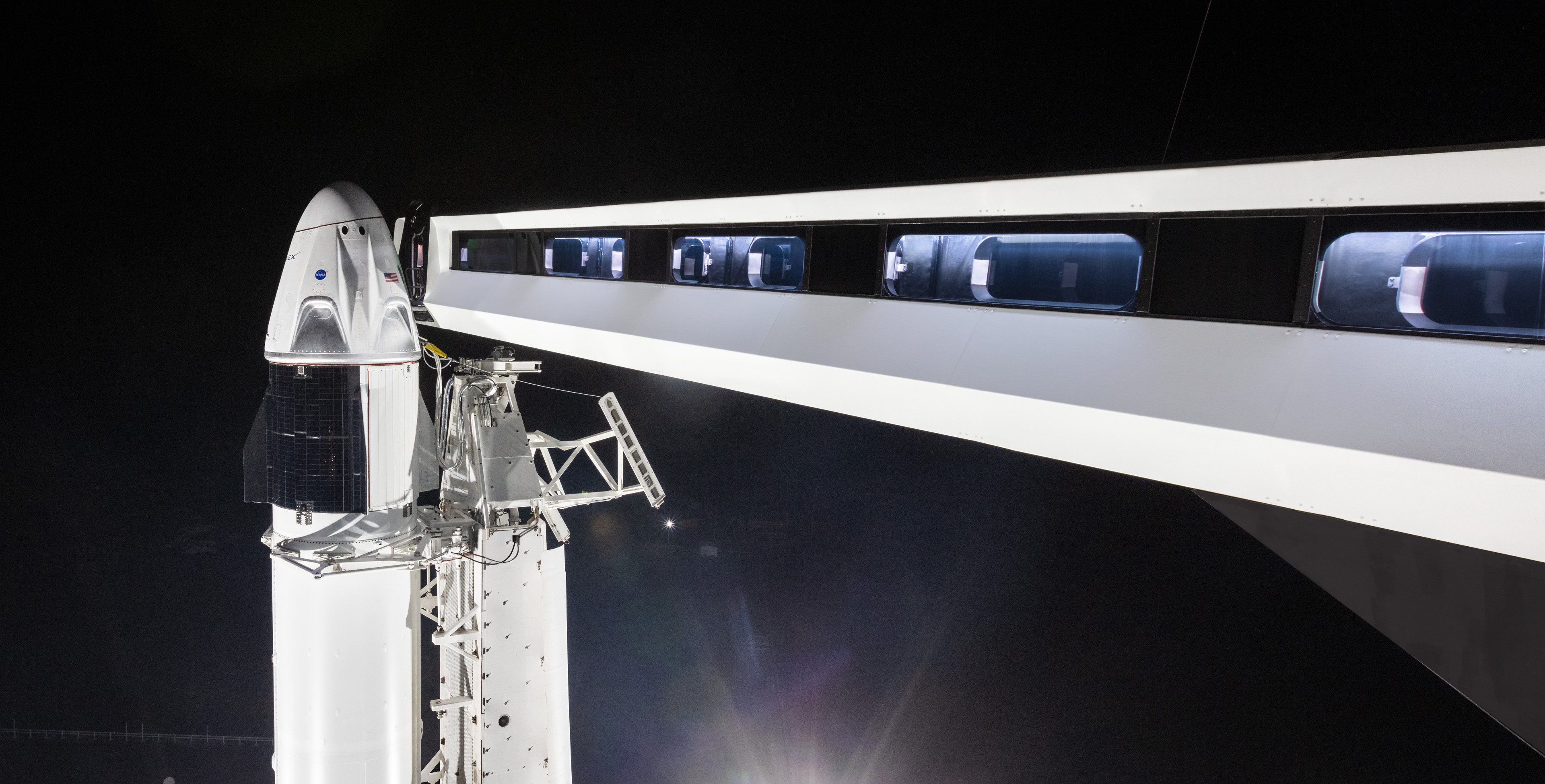
Туннель для доступа экипажа, подведённый к Crew Dragon

3 января 2019 года ракета-носитель Falcon 9 c установленным кораблём Crew Dragon впервые была поднята вертикально на стартовой площадке.
24 января 2019 года была проведена полноценная предстартовая процедура с отводом туннеля для экипажа, заполнением топливных баков и стандартным коротким прожигом двигателей первой ступени для проверки работоспособности систем стартовой площадки, ракеты и корабля.

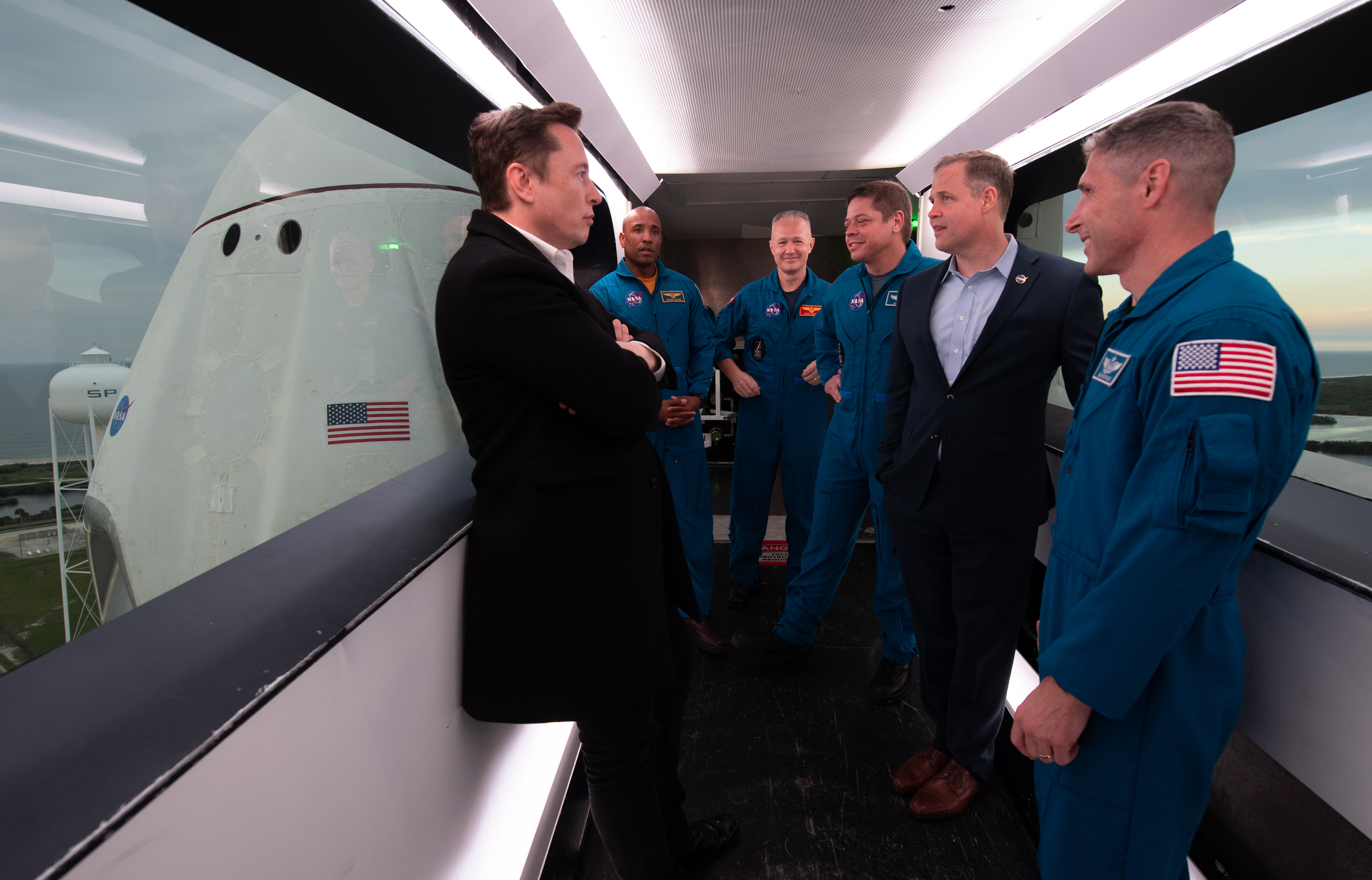
Илон Маск, директор НАСА Джим Брайденстайн c командой коммерческих астронавтов Виктором Гловером, Дагом Хёрли, Бобом Бенкеном и Майклом Хопкинсом в туннеле к Crew Dragon перед запуском миссии «Демо-1» 1 марта 2019 года, в Космическом центре им. Кеннеди во Флориде.

22 февраля 2019 года топ-менеджеры NASA провели анализ готовности миссии к полёту и утвердили дату запуска на 2 марта 2019 года в 07:49 UTC, с резервными датами 5 и 9 марта. Стыковка должна произойти на следующий день, 3 марта, а отстыковка и приводнение корабля — 8 марта 2019 года, в Атлантическом океане возле побережья Флориды. Приводнившийся корабль будет восстановлен и использован для атмосферного испытания системы аварийного спасения, запланированного на июнь 2019 года.
В одном из кресел корабля находится одетый в космический костюм испытательный манекен «Рипли», названный в честь персонажа серии кинофильмов «Чужой». Манекен оборудован датчиками для измерения условий, в которых будет находиться астронавт во время полёта.
28 февраля ракета-носитель Falcon 9 с кораблём Crew Dragon была вывезена из сборочного ангара SpaceX и около 23:00 UTC установлена на стартовой площадке. Высота ракеты с установленным кораблём составляет 65 м. Полная масса корабля — 12 055 кг. Корабль доставит на МКС 204 кг груза.

## Запуск
Запуск состоялся 2 марта 2019 года, в 07:49 UTC, со стартового комплекса LC-39A в Космическом центре Кеннеди. Спустя 11 минут после старта ракеты-носителя корабль Crew Dragon отделился от второй ступени на заданной орбите. Носовой обтекатель был открыт и корабль продолжил своё 27-часовое путешествие к МКС.

## Сближение и стыковка
В течение суток полёта были многократно проверена функциональность всех систем корабля, продемонстрирована навигация в пространстве по GPS, проведены симуляции процесса стыковки.

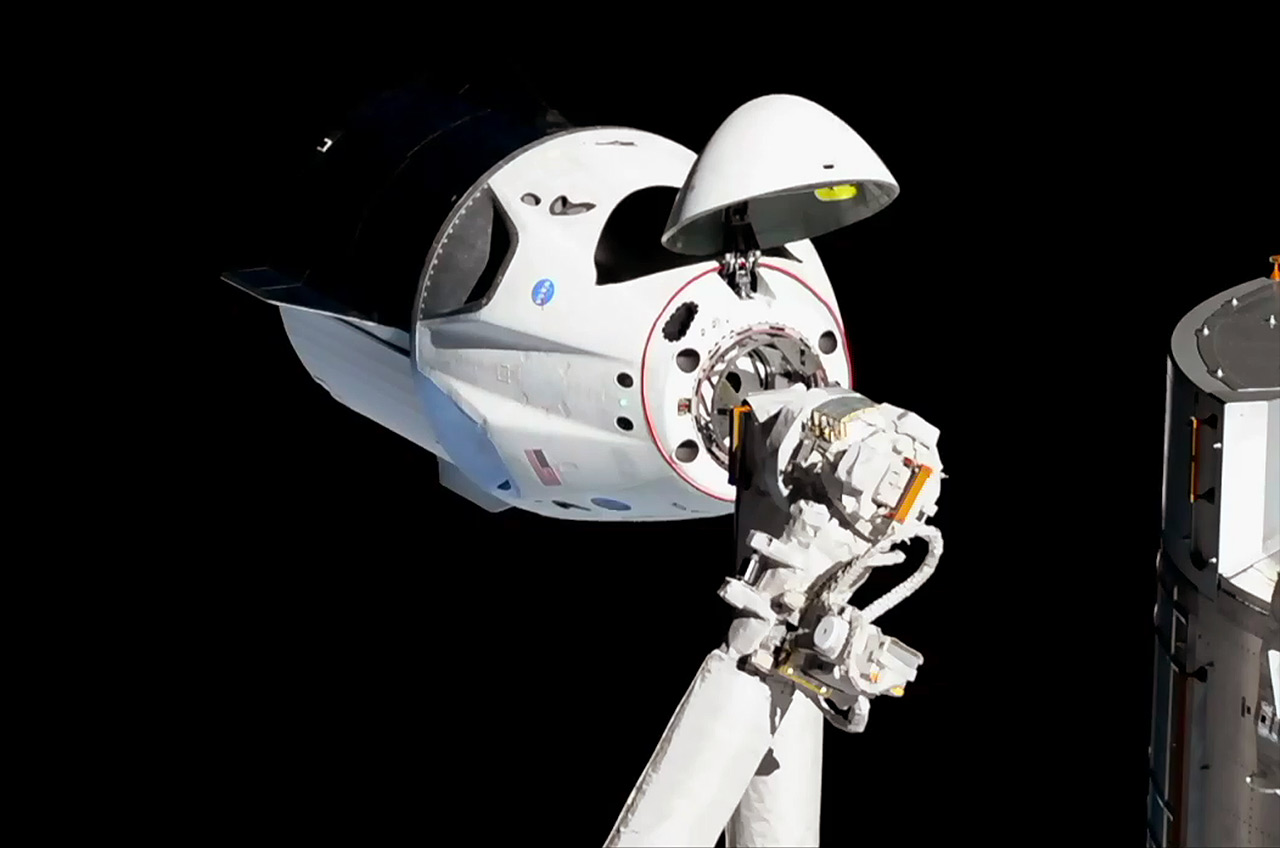
Crew Dragon перед стыковкой с МКС

3 марта 2019 года в 8:30 UTC корабль подошёл к МКС на расстояние около 3 км, после чего получил разрешение приблизиться к так называемой «точке 0», которая находится в 400 м ниже станции. После необходимых системных проверок, кораблю было позволено подойти к «точке 1», находящейся в 150 м впереди станции, по курсу её движения. По достижении кораблём этой точки, со станции ему была послана команда на отход, продемонстрировав возможности экипажа станции в случае непредвиденного поведения корабля при сближении. Crew Dragon отошёл на расстояние в 180 м от станции, после чего получил команду оставаться в этой точке. После этого было получено разрешение на подход к «точке 2», находящейся в 20 м перед стыковочным портом IDA-2 на модуле «Гармония». После финальных проверок кораблю была дана команда на стыковку.
Автоматическая стыковка с Международной космической станцией состоялась 3 марта 2019, 10:51 UTC. Сначала произошёл так называемый «мягкий» захват корабля с помощью активной части стыковочного механизма, после чего корабль был притянут к стыковочному порту станции и зафиксирован 12 крепёжными крюками.
3 марта в 13:07 UTC астронавт НАСА Энн Макклейн, Дэвид Сен-Жак из Канадского космического агентства и российский космонавт и командир 58-й экспедиции Олег Кононенко после стандартных проверок на герметичность и повышения давления открыли люк между кораблём и орбитальной лабораторией. Экипаж перенёс на борт станции один из контейнеров, содержащих более тысячи упаковок с едой и напитками.
Люк Crew Dragon был закрыт в 17:25 UTC в четверг, 7 марта. На следующее утро в 07:31 UTC произошла отстыковка.

## Расстыковка и возвращение

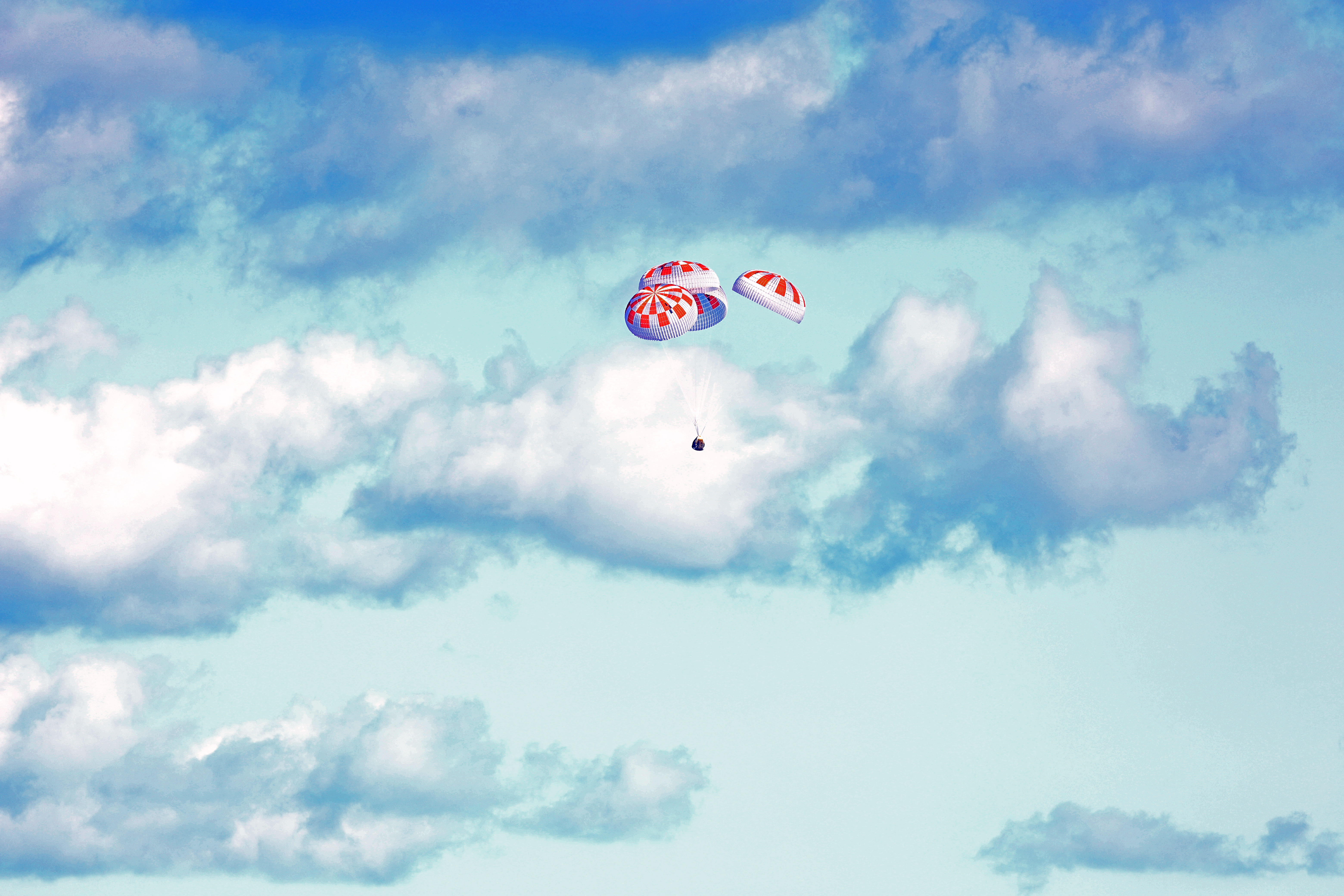
Приводнение Crew Dragon

8 марта 2019, в 7:31 UTC Crew Dragon отстыковался от МКС в автоматическом режиме, выполнив два коротких включения маневровых двигателей Draco, чтобы отделиться от стыковочного порта. Ещё 4 включения двигателей опустили корабль ниже станции в подготовке к своду с орбиты. В 12:48 был отсоединён негерметичный контейнер с солнечными батареями и радиаторами. В 12:53 UTC корабль включил двигатели для начала манёвра схода с орбиты, закрыл носовой обтекатель и спустя 52 минуты в 13:45 приводнился в Атлантическом океане в 360 км от побережья Флориды. Приблизительно через час корабль был поднят на палубу корабля «Go Searcher» для транспортировки к берегу. Космический корабль вернул со станции около 148 килограммов груза.

## Фотогалерея

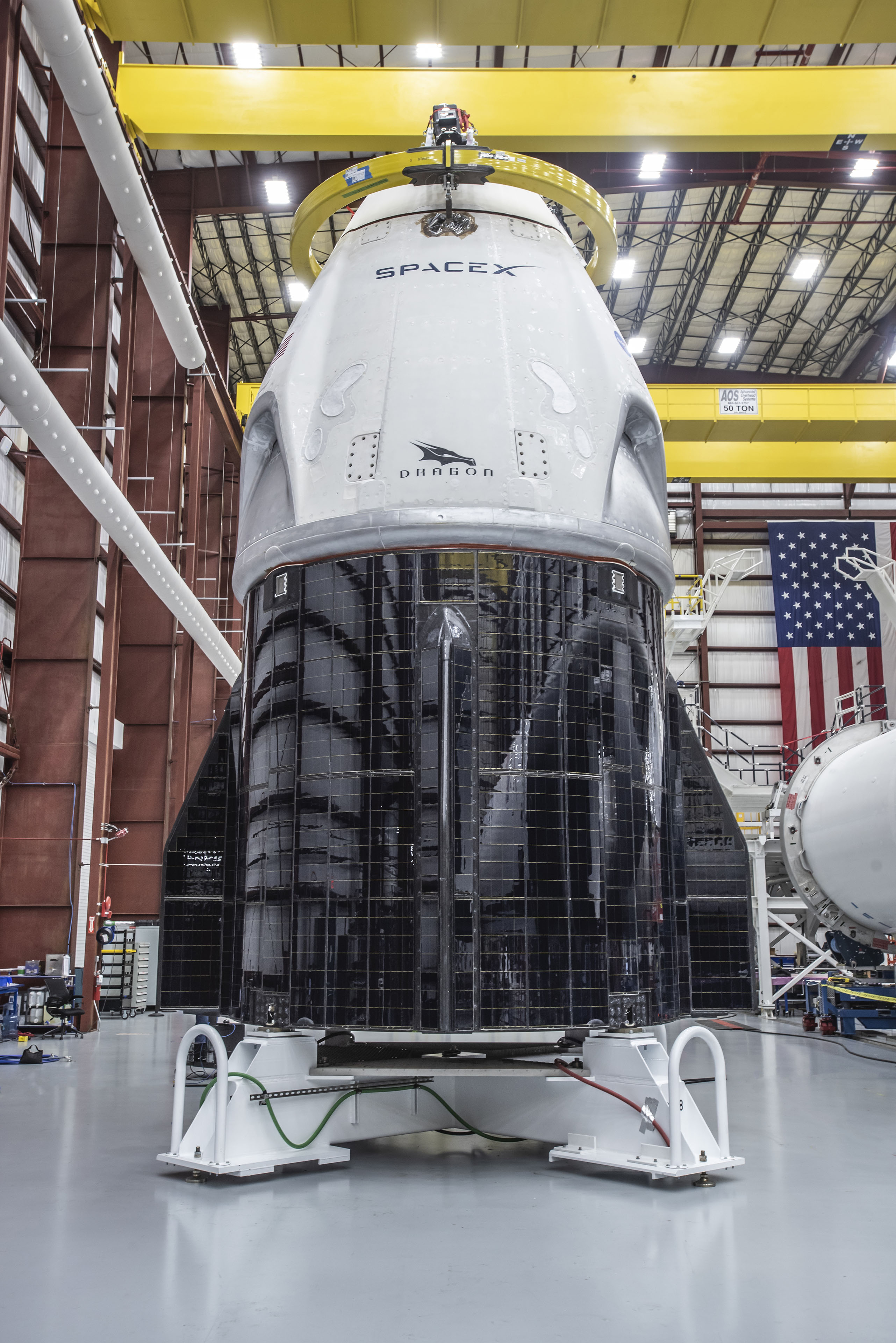
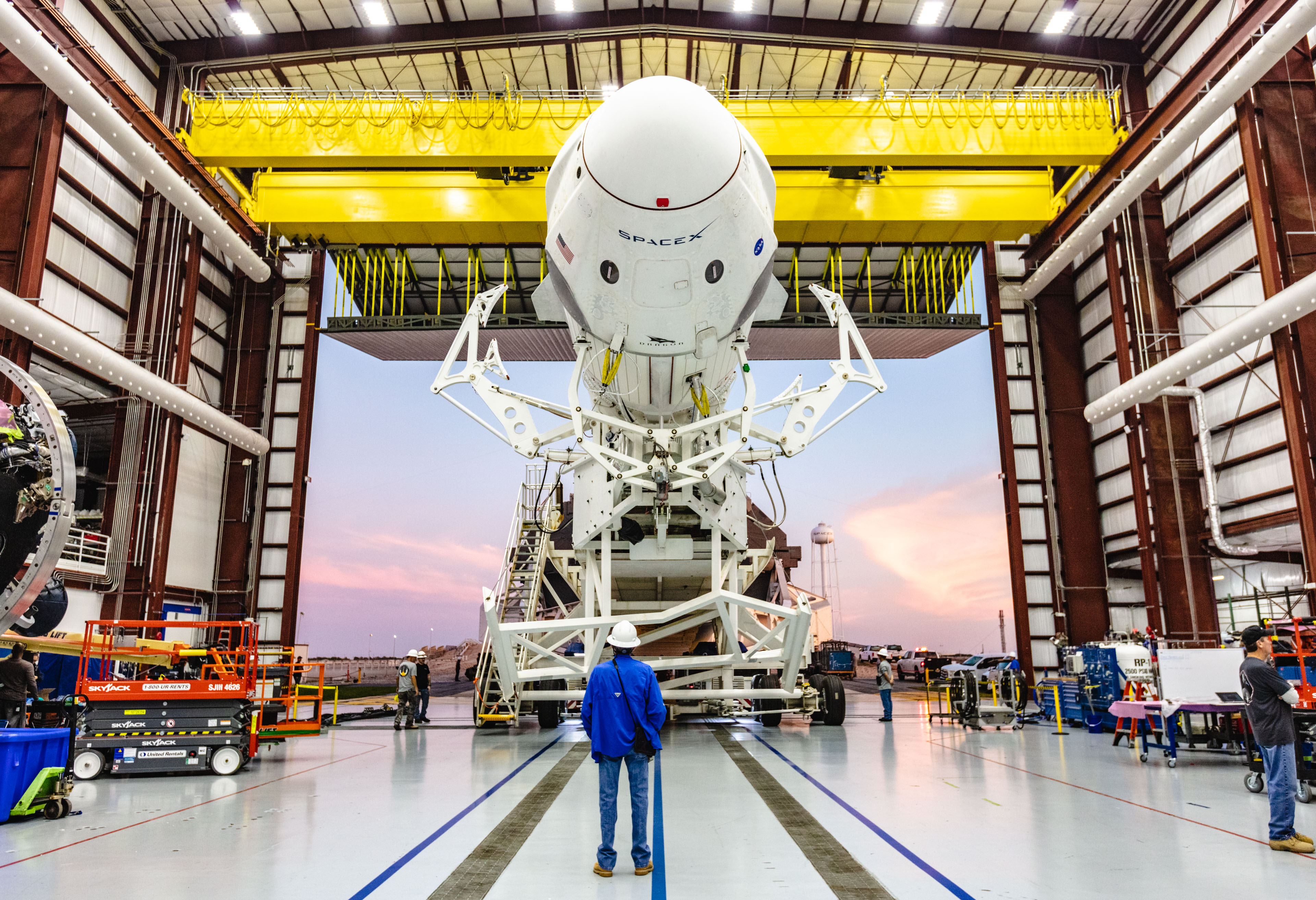
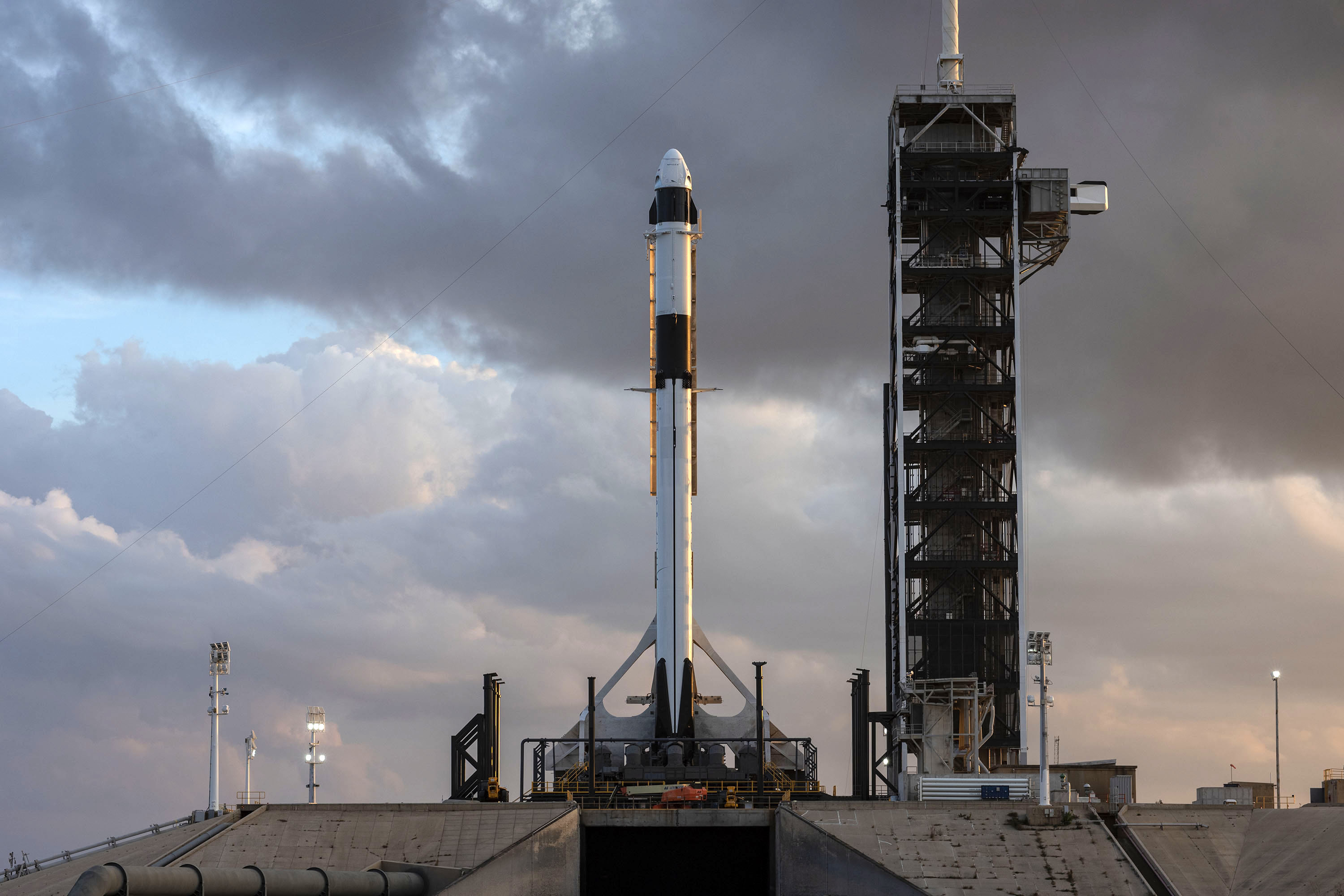

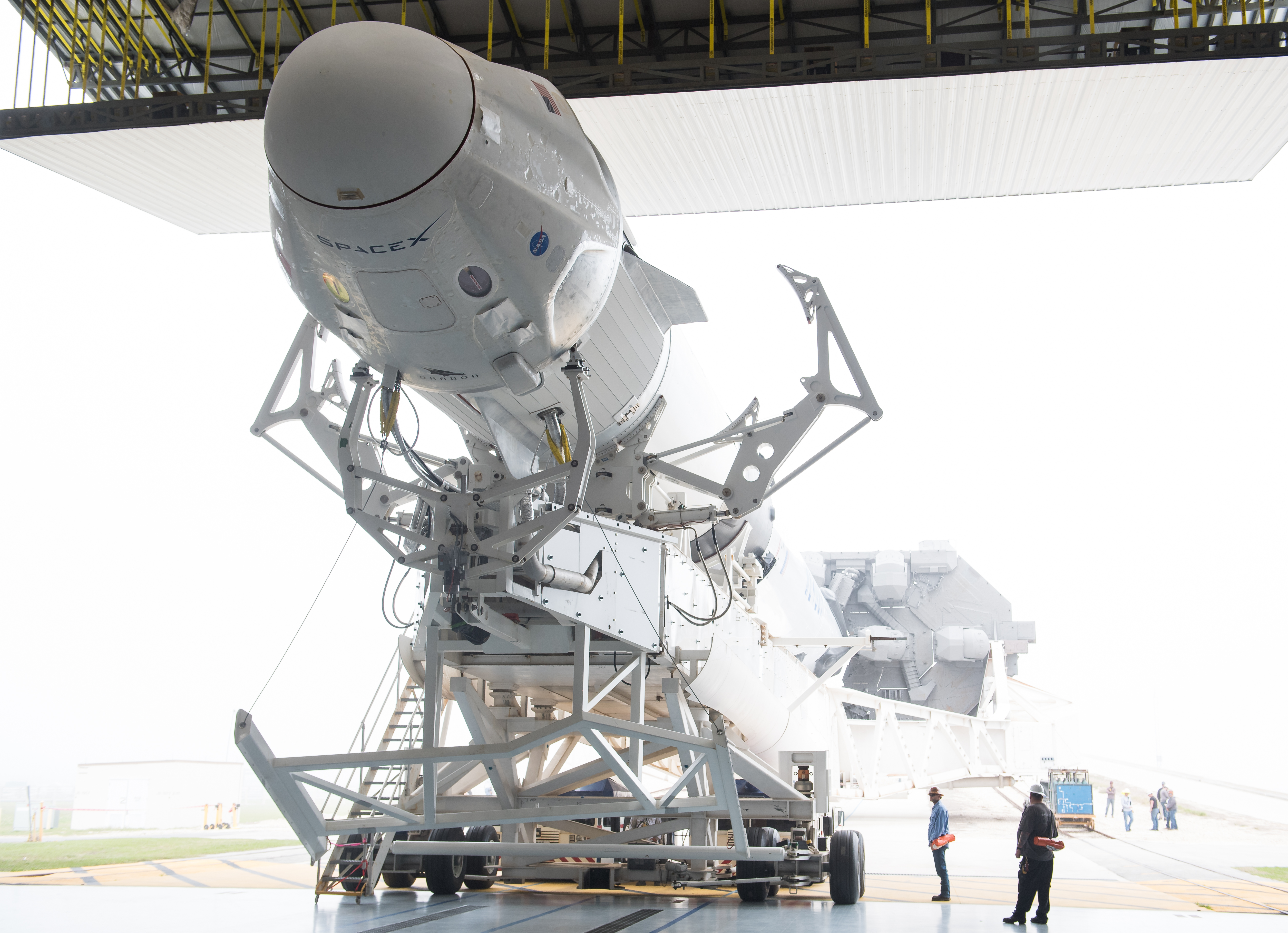
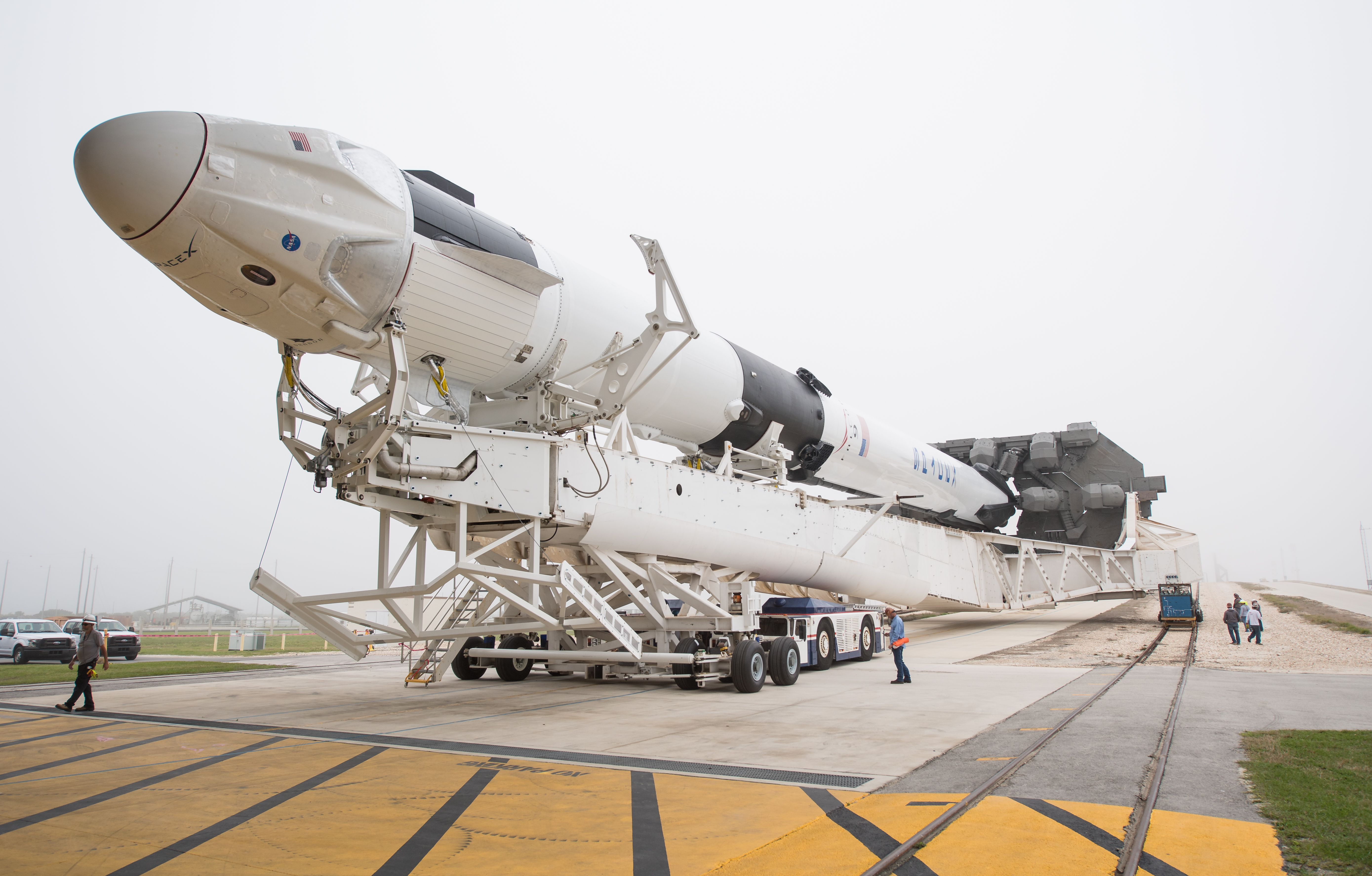
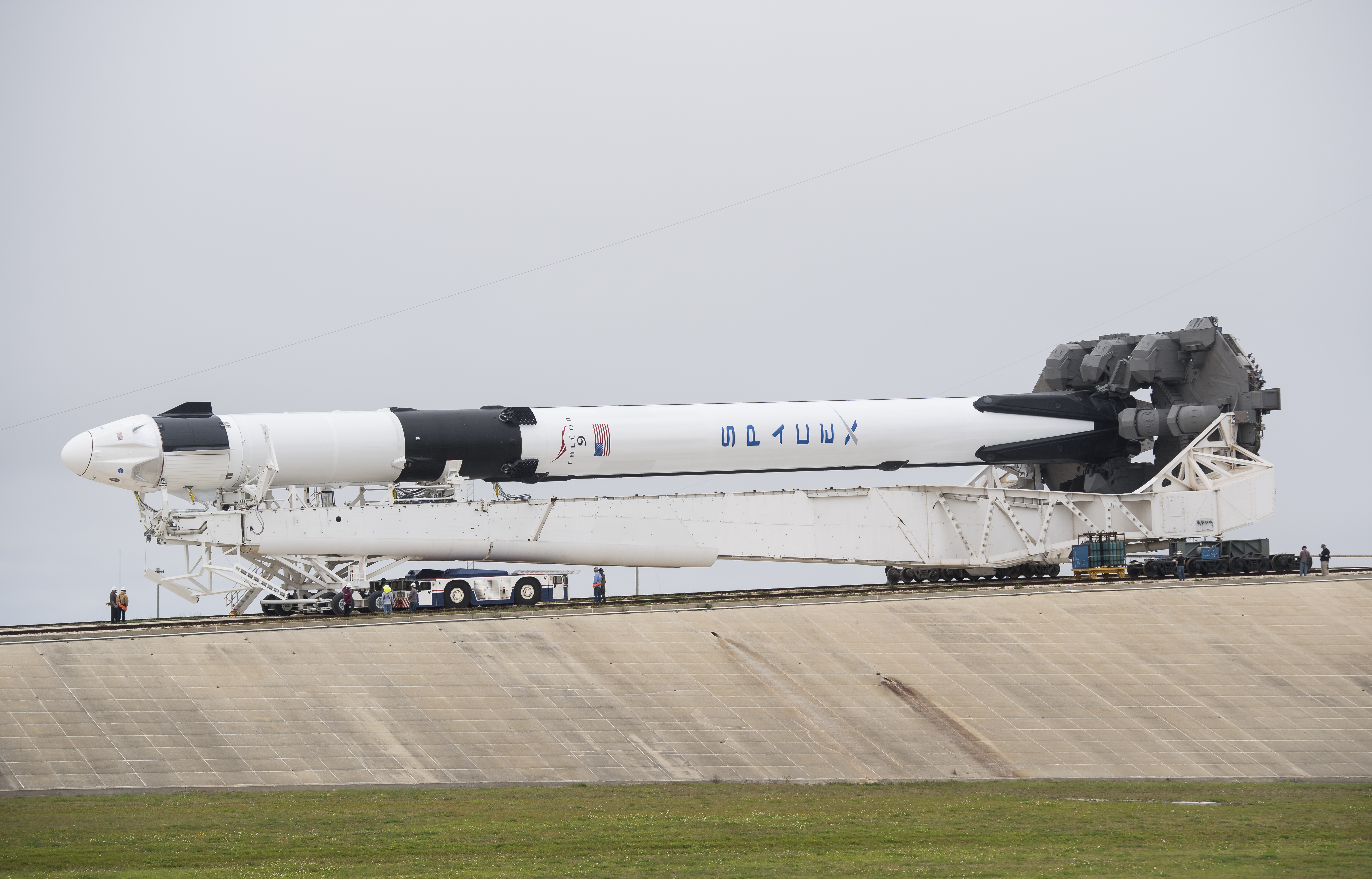

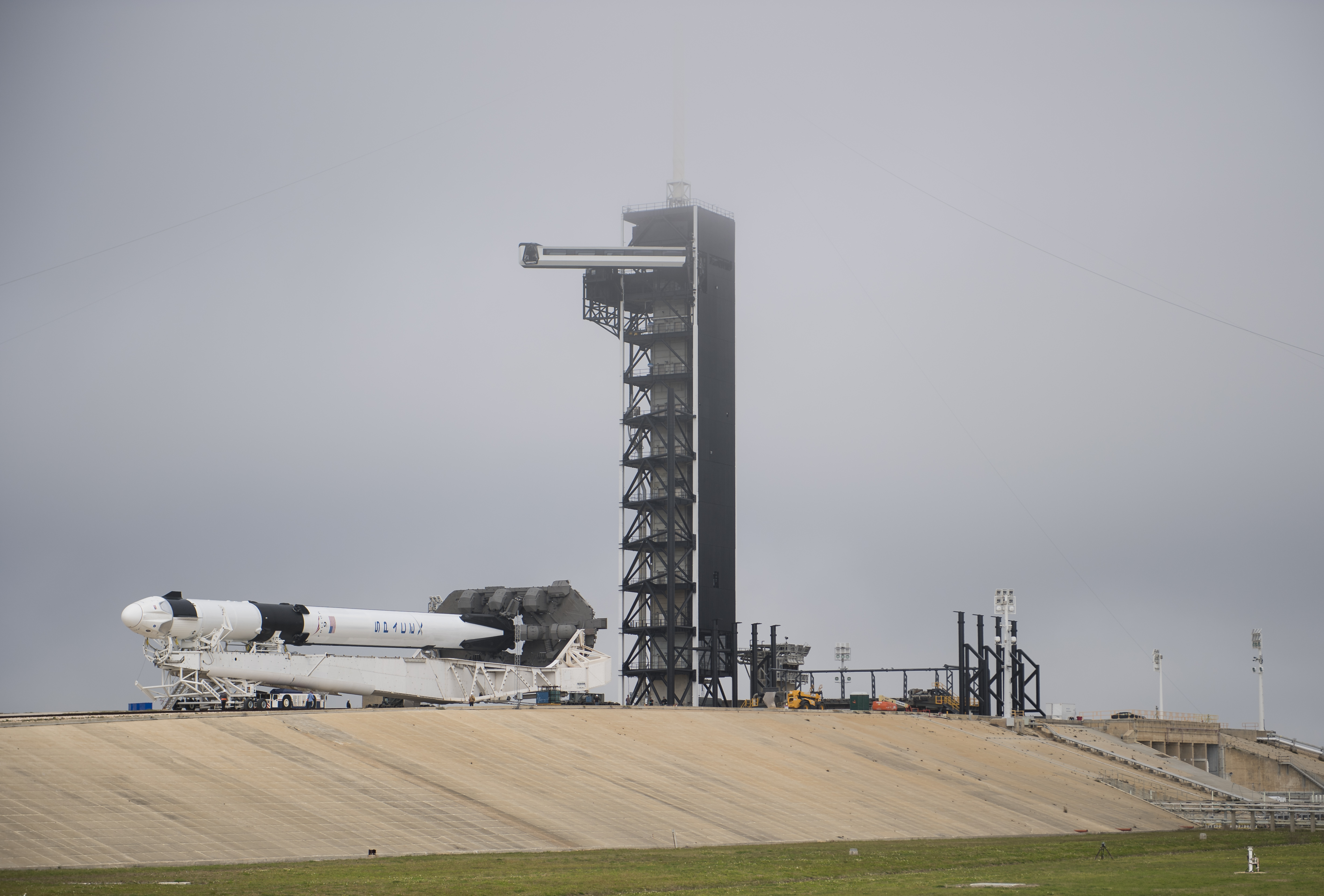
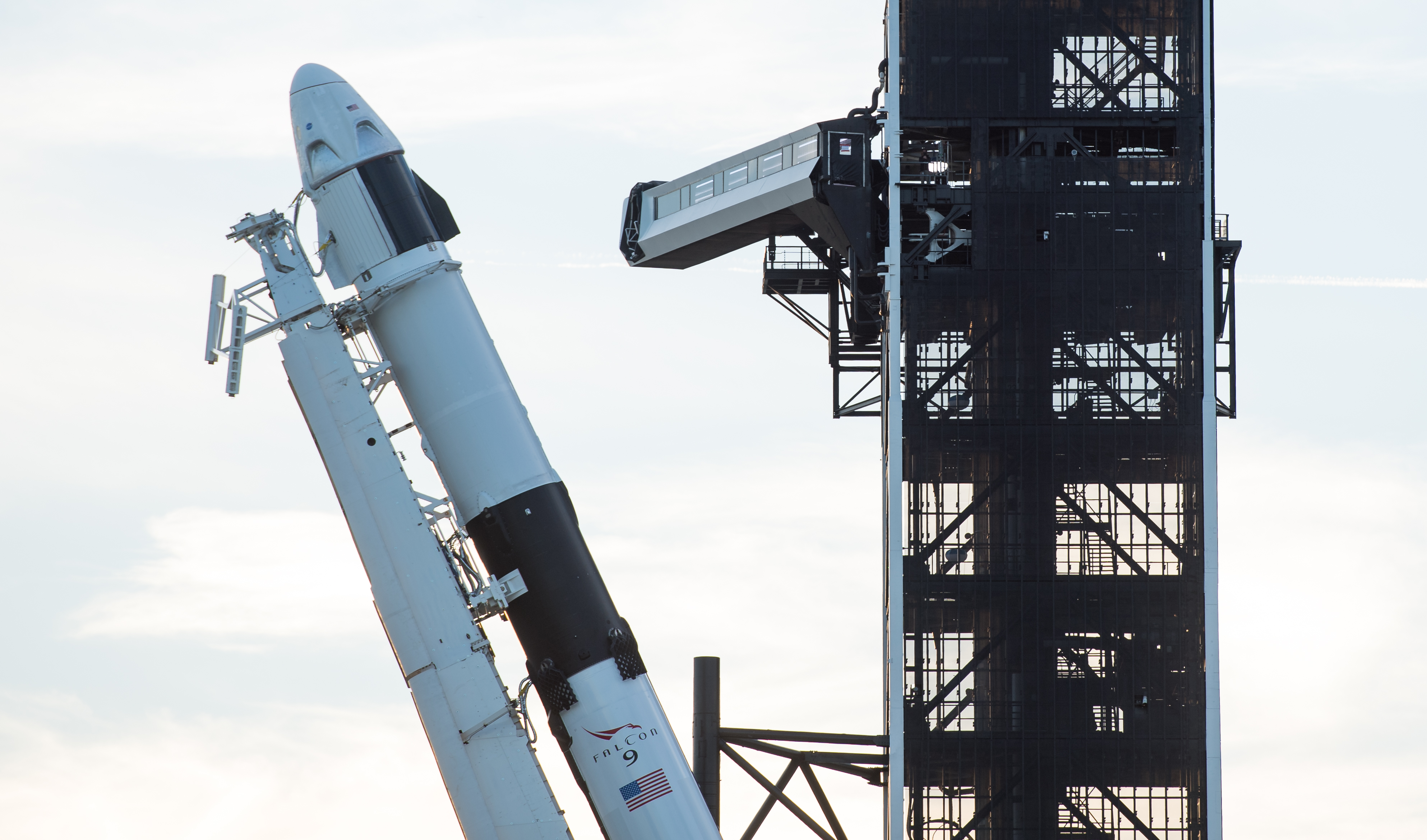
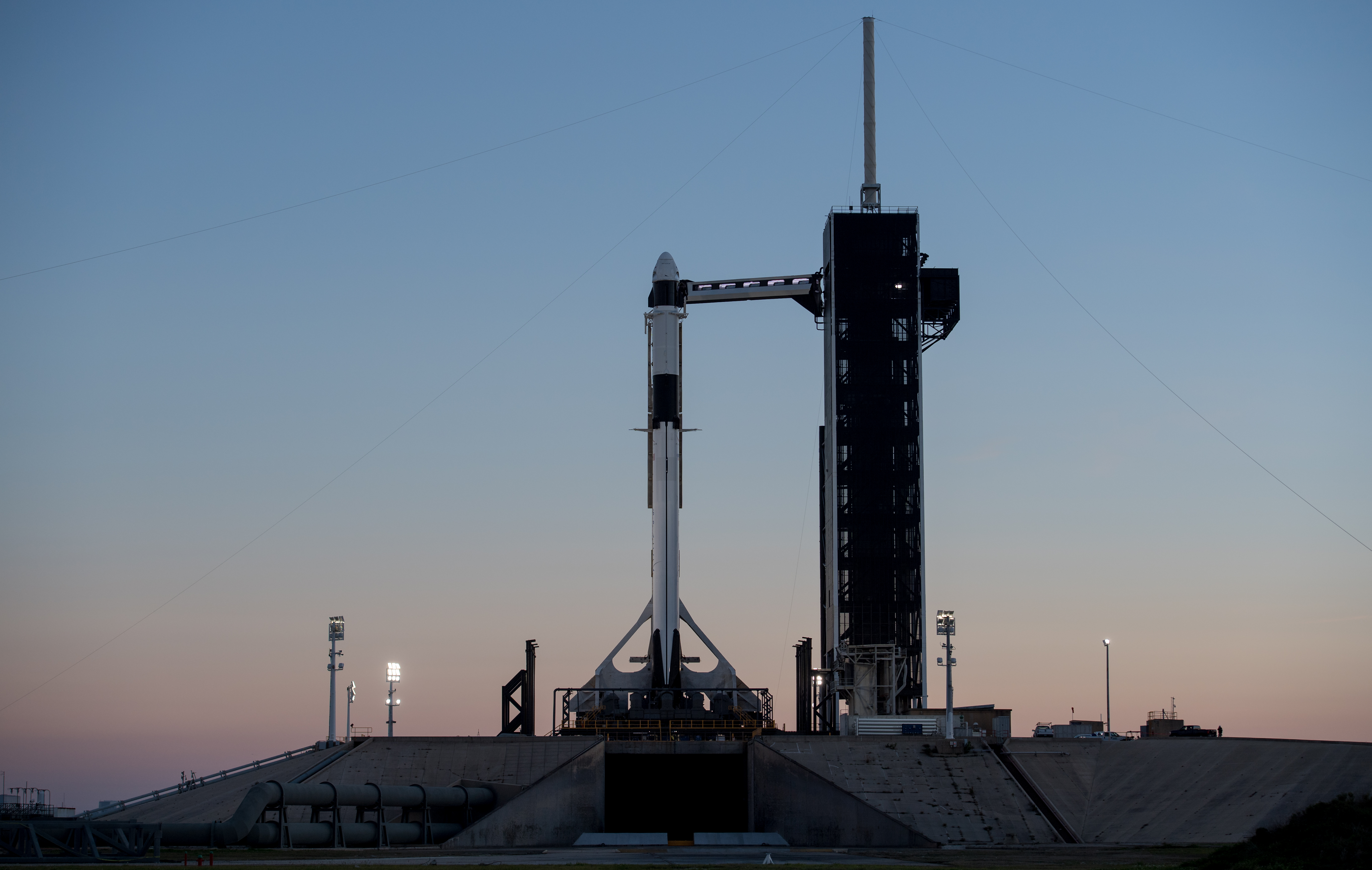

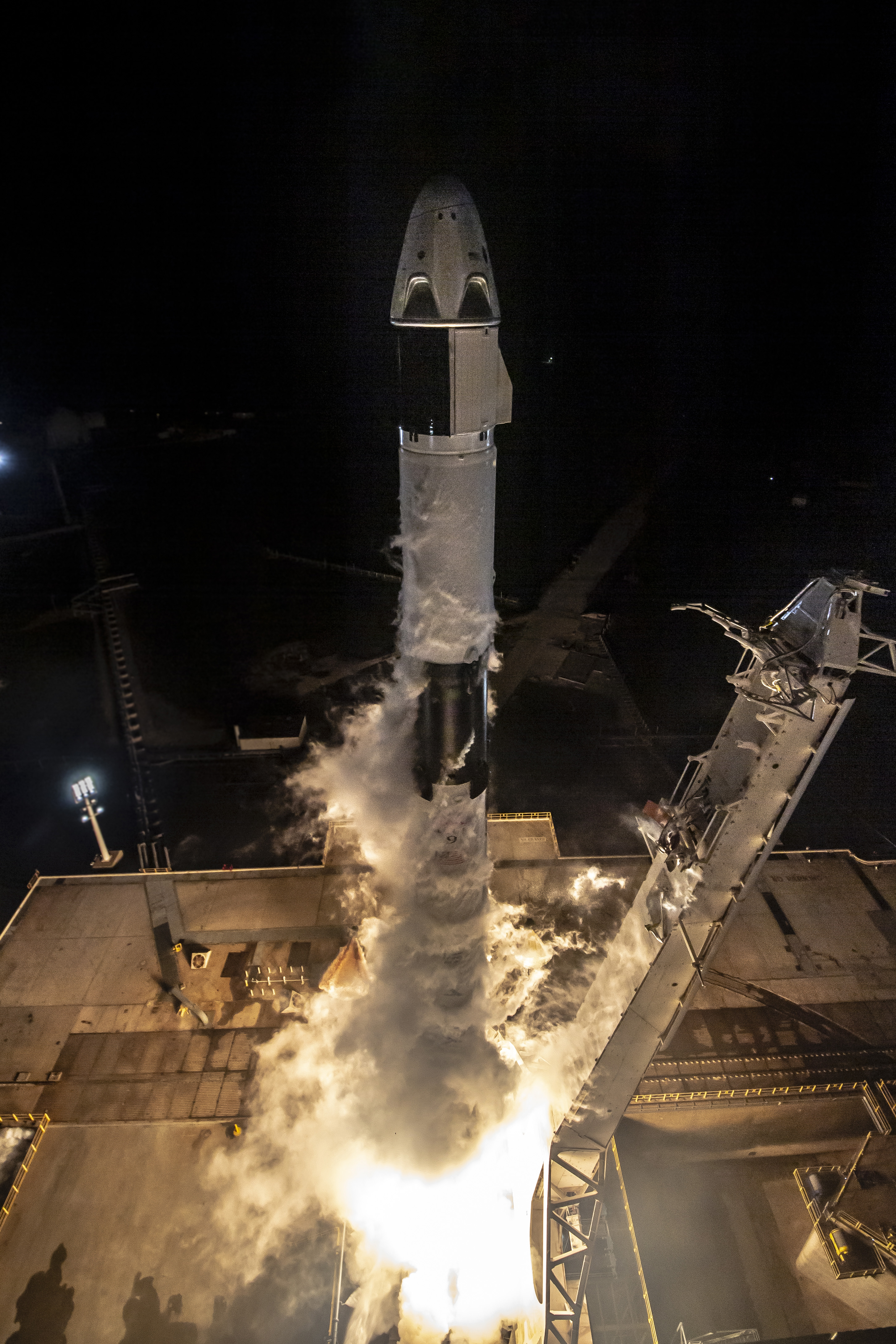
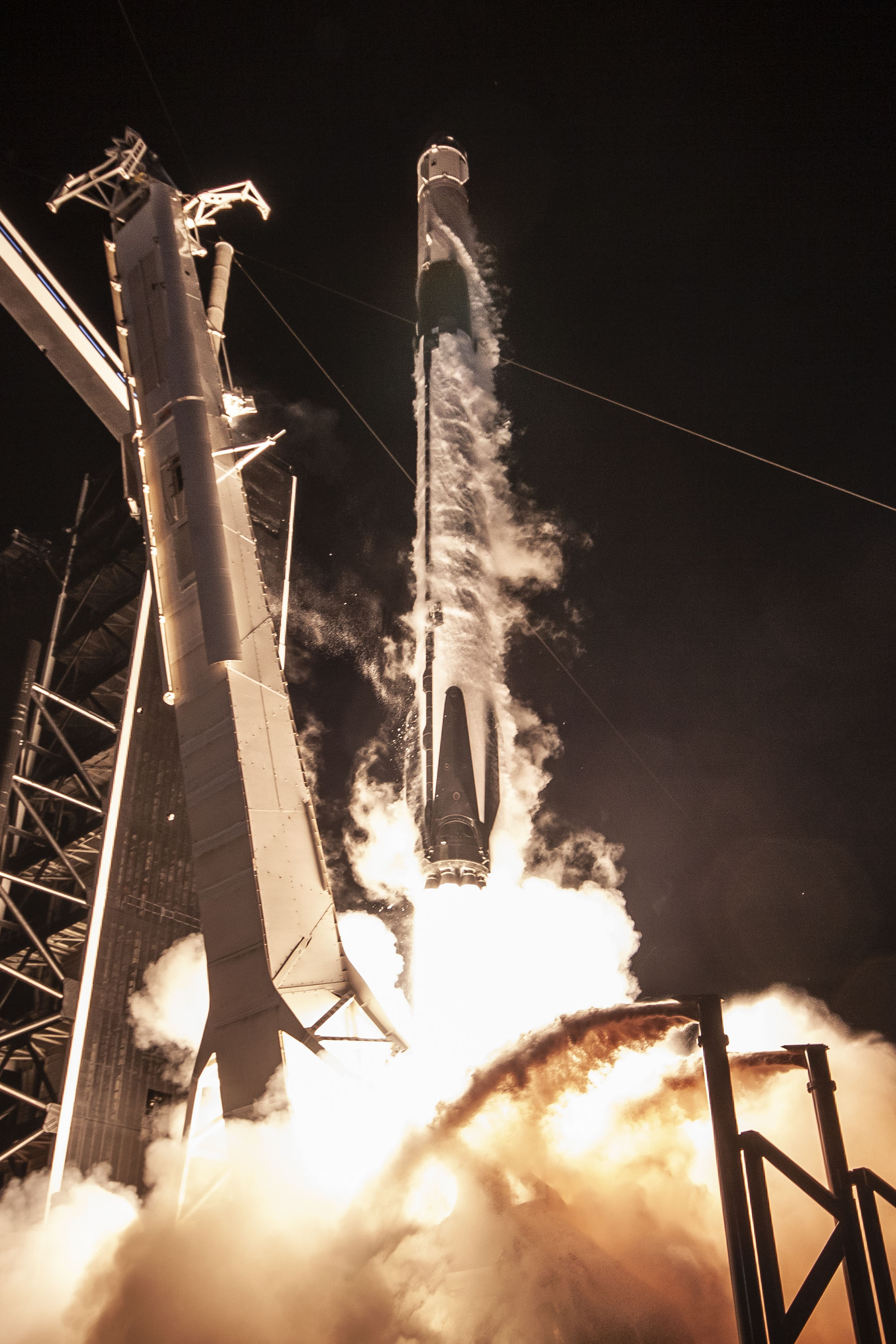
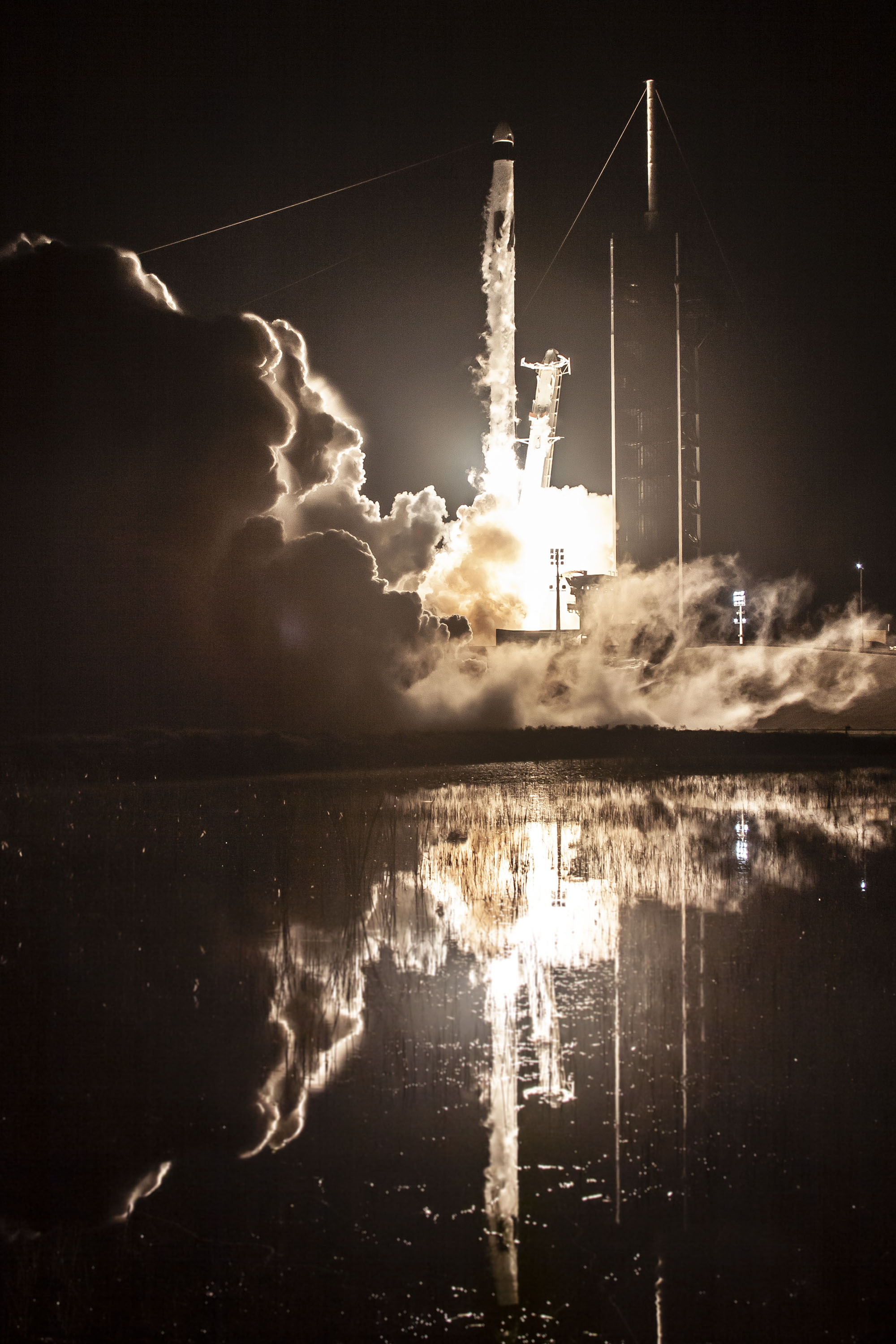
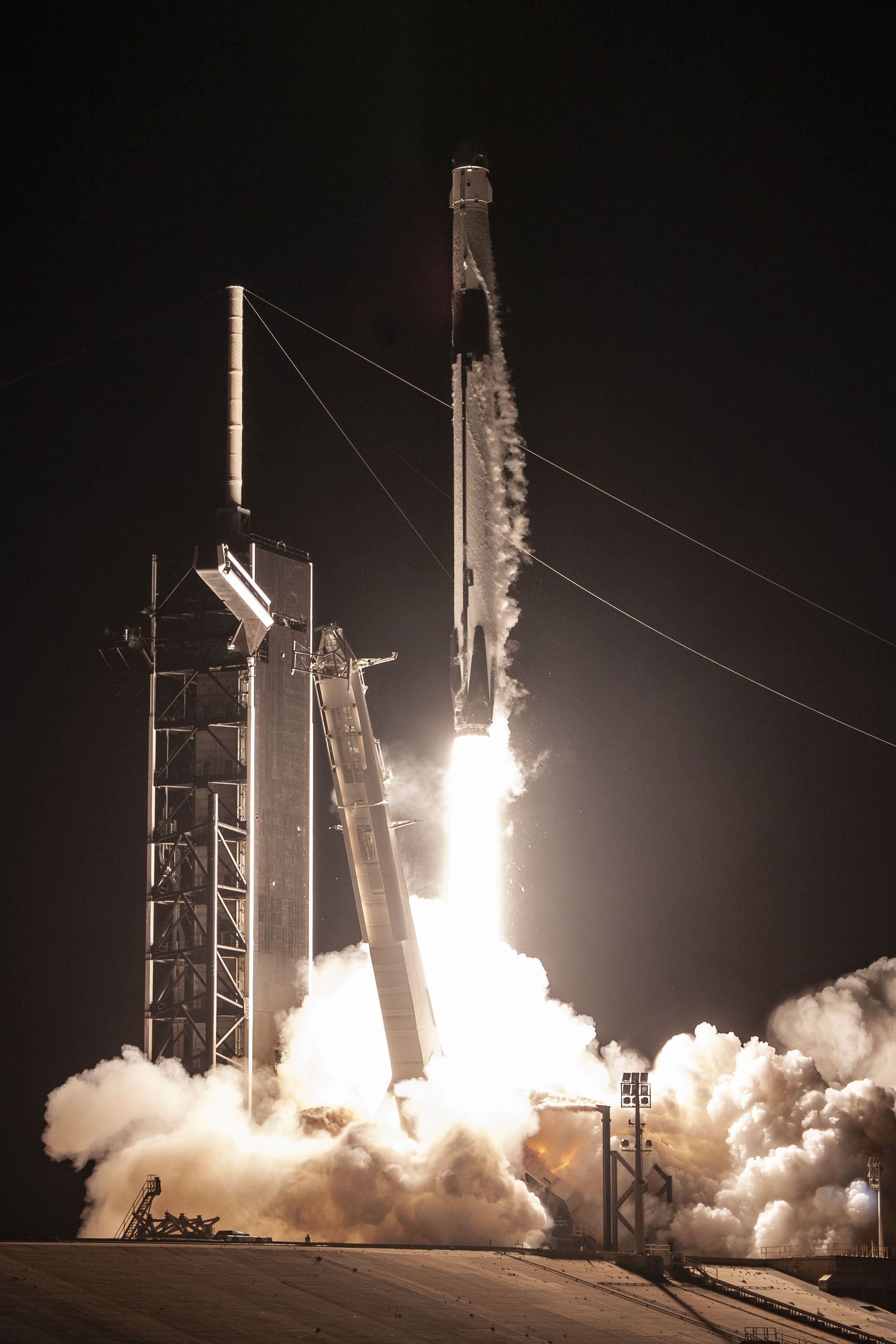

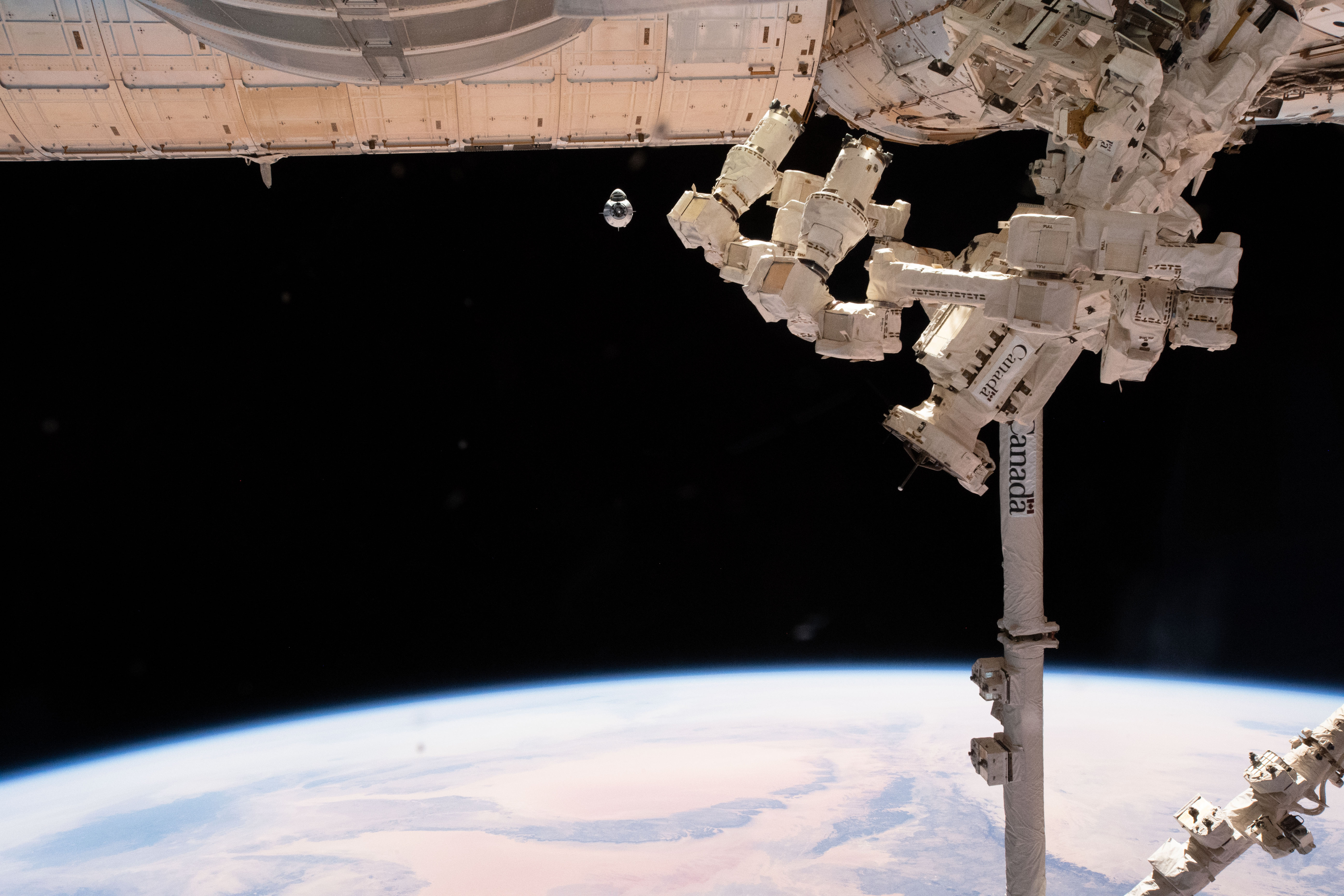
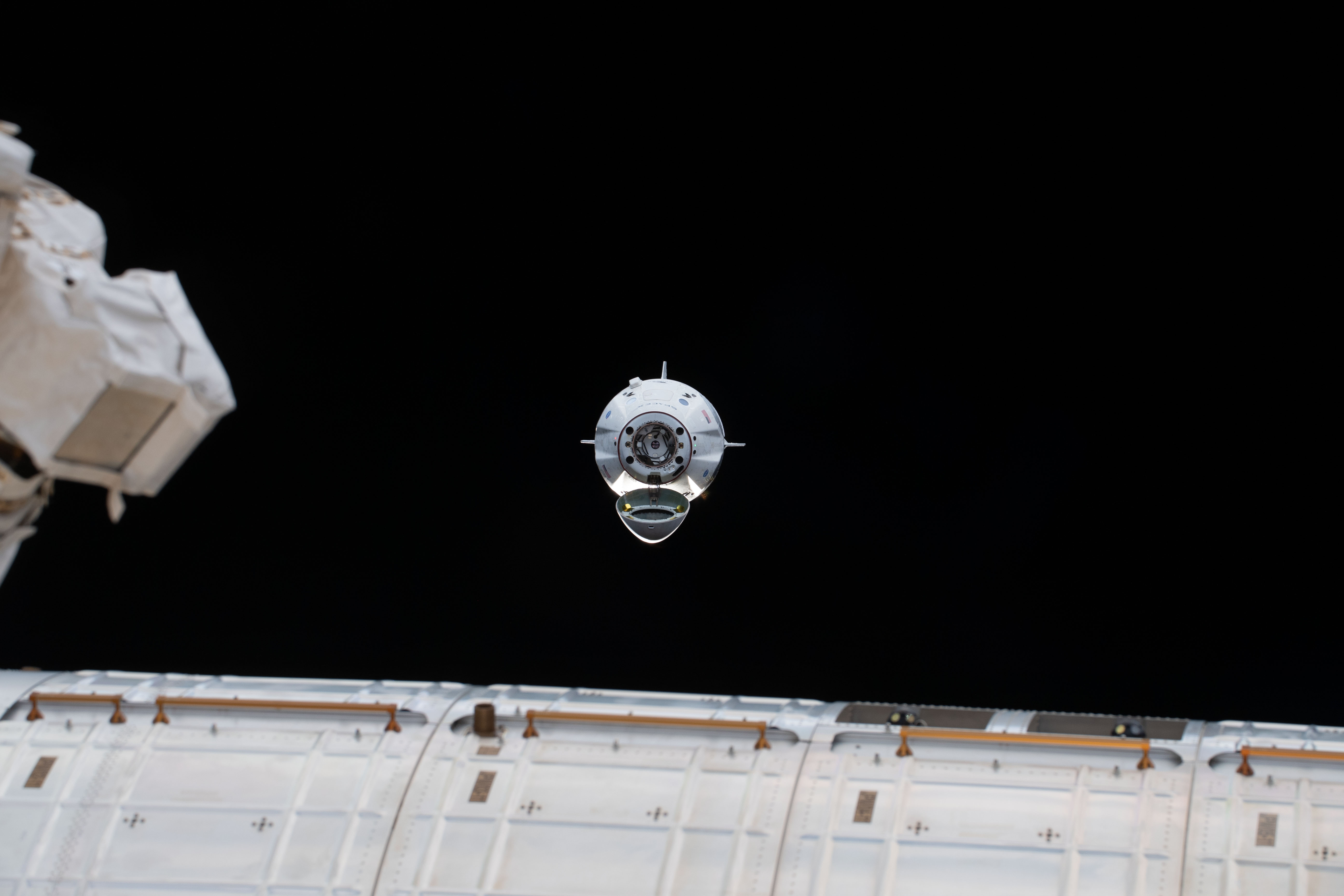
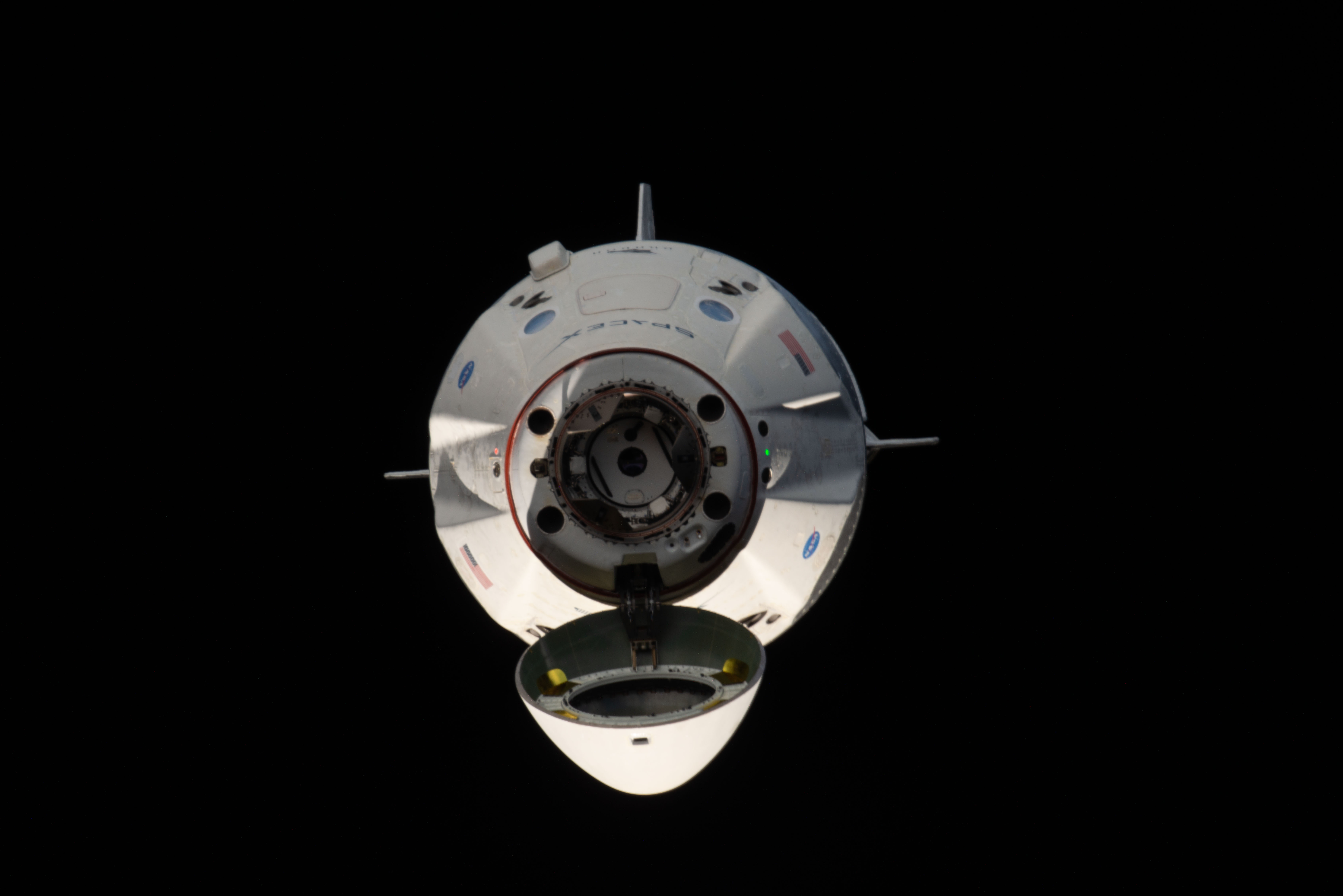

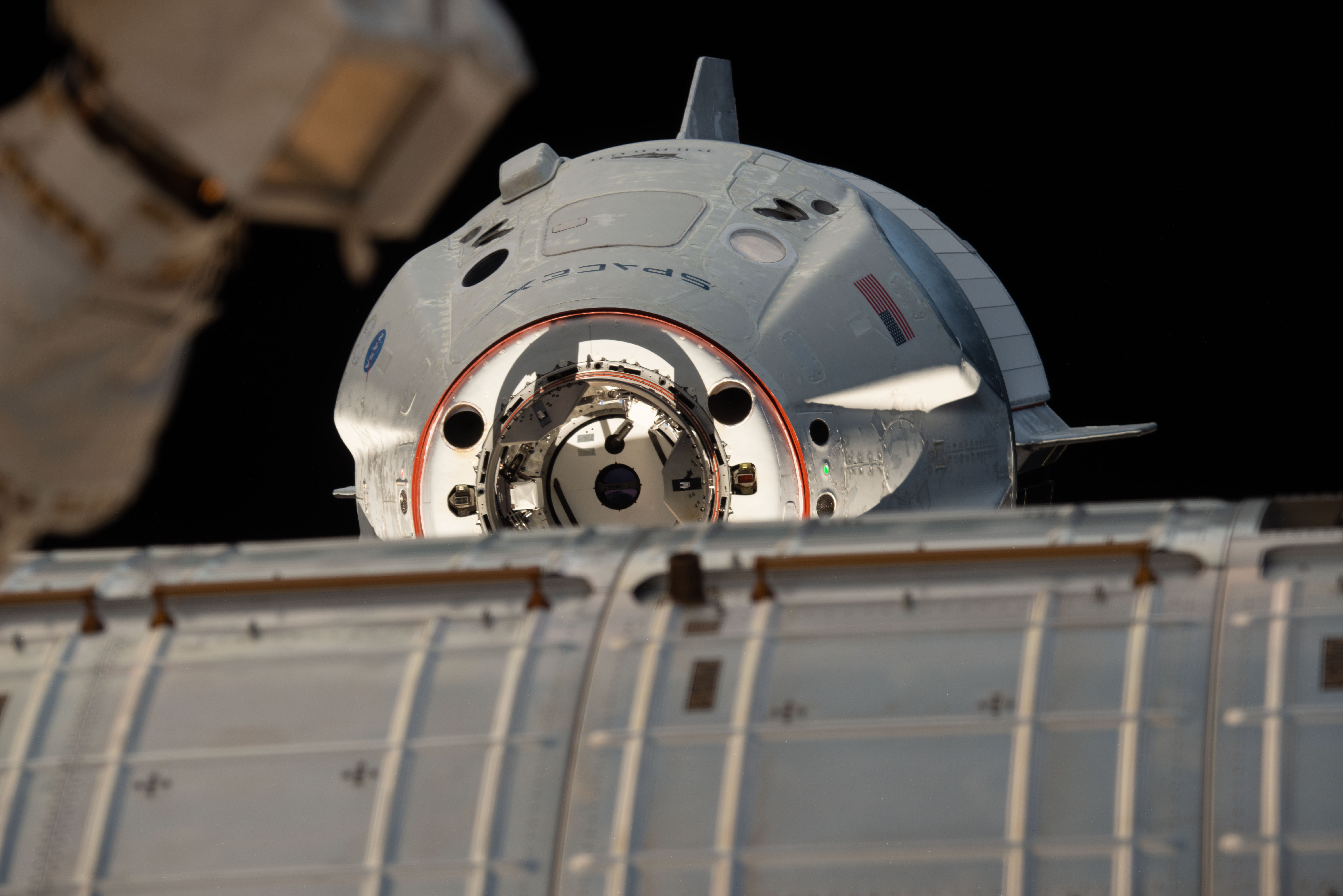
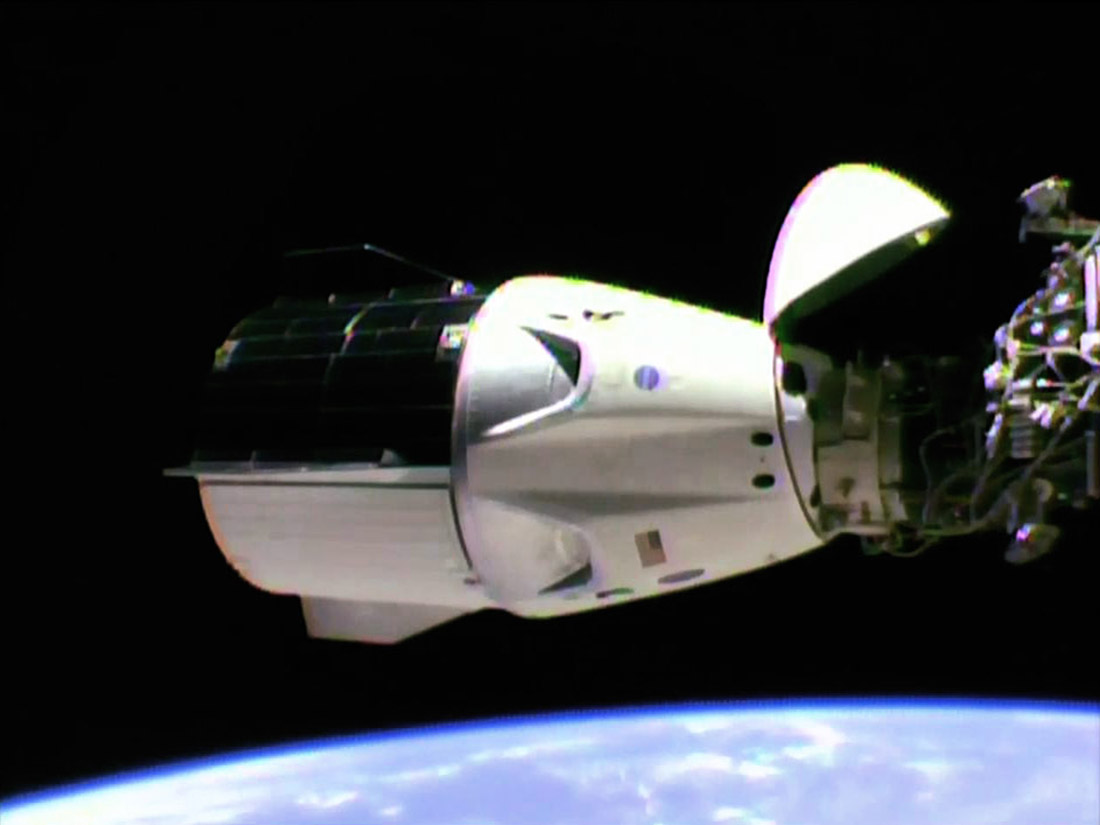
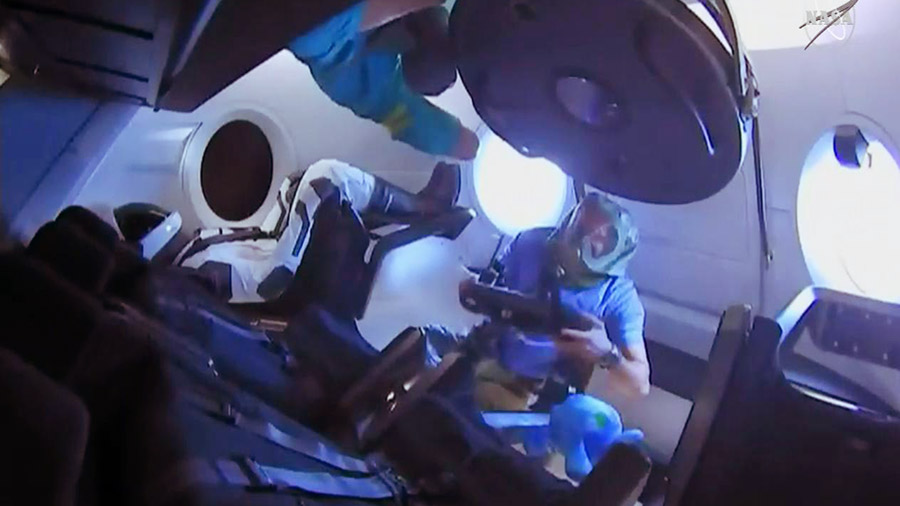

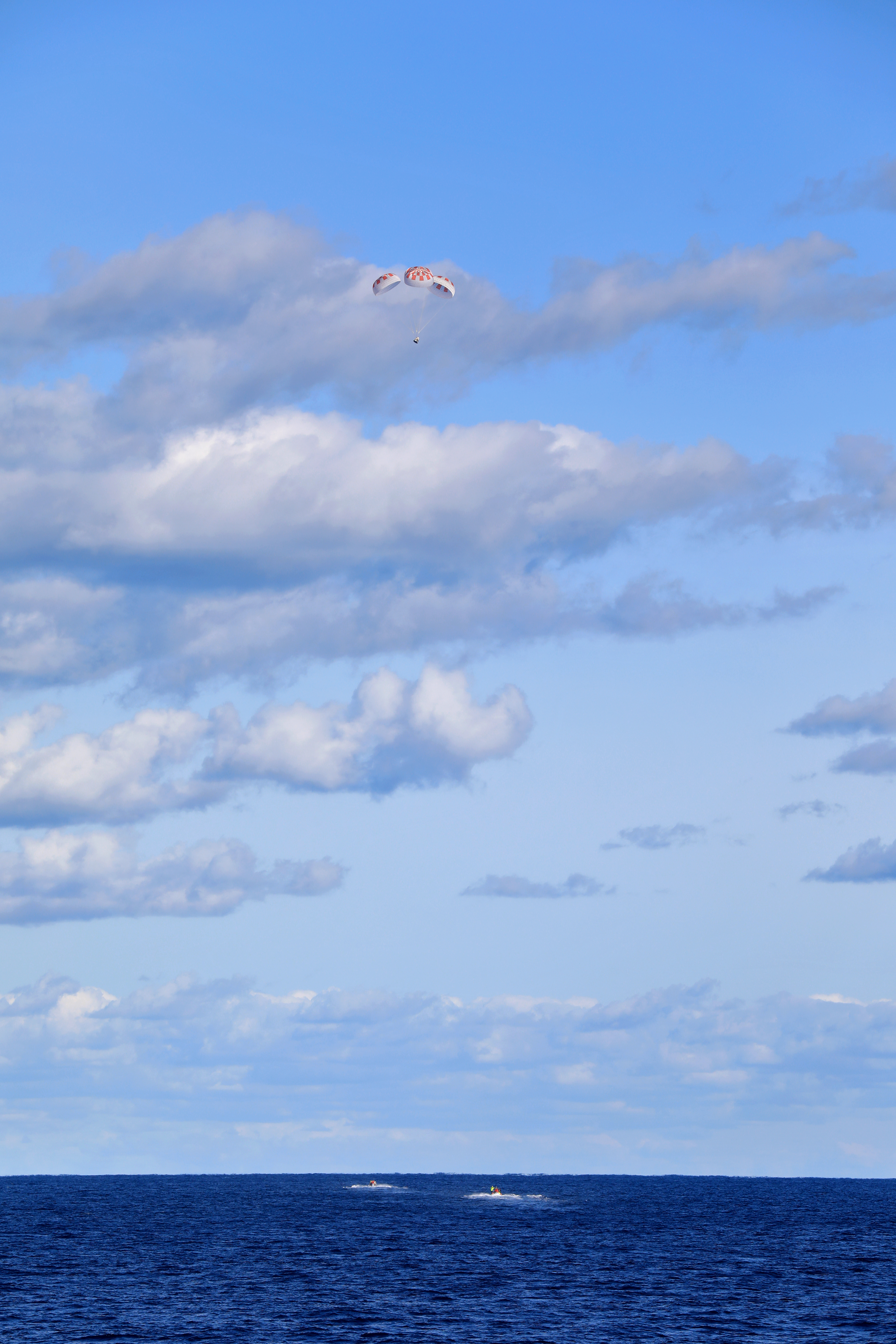
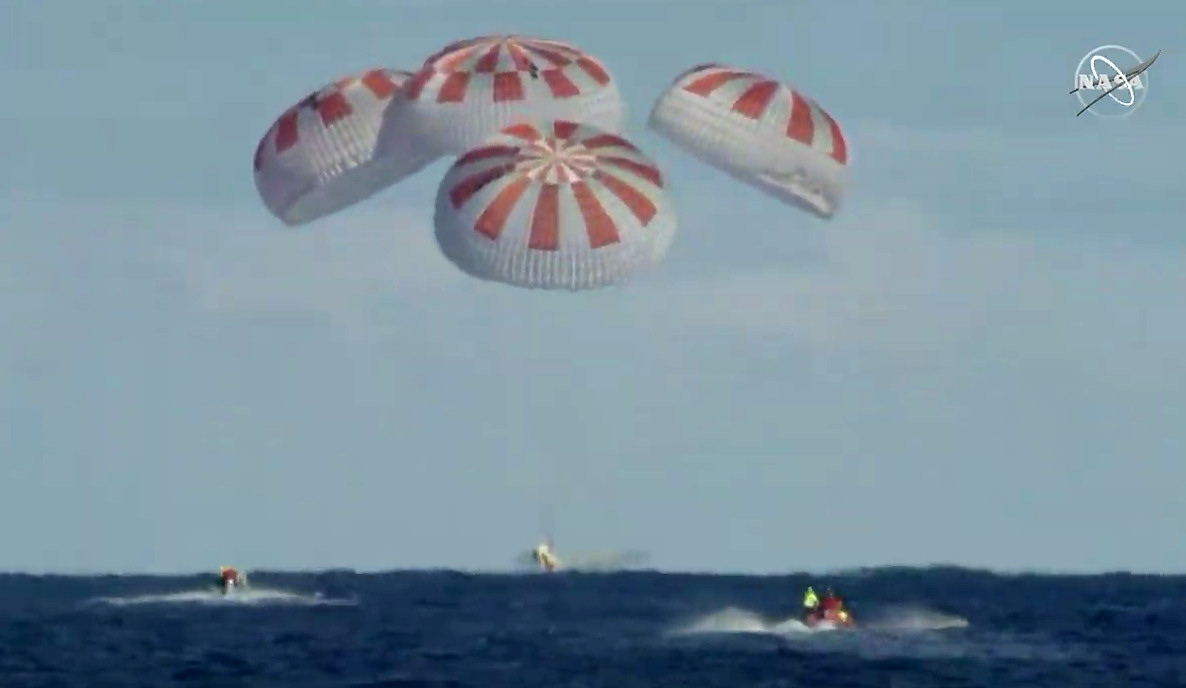
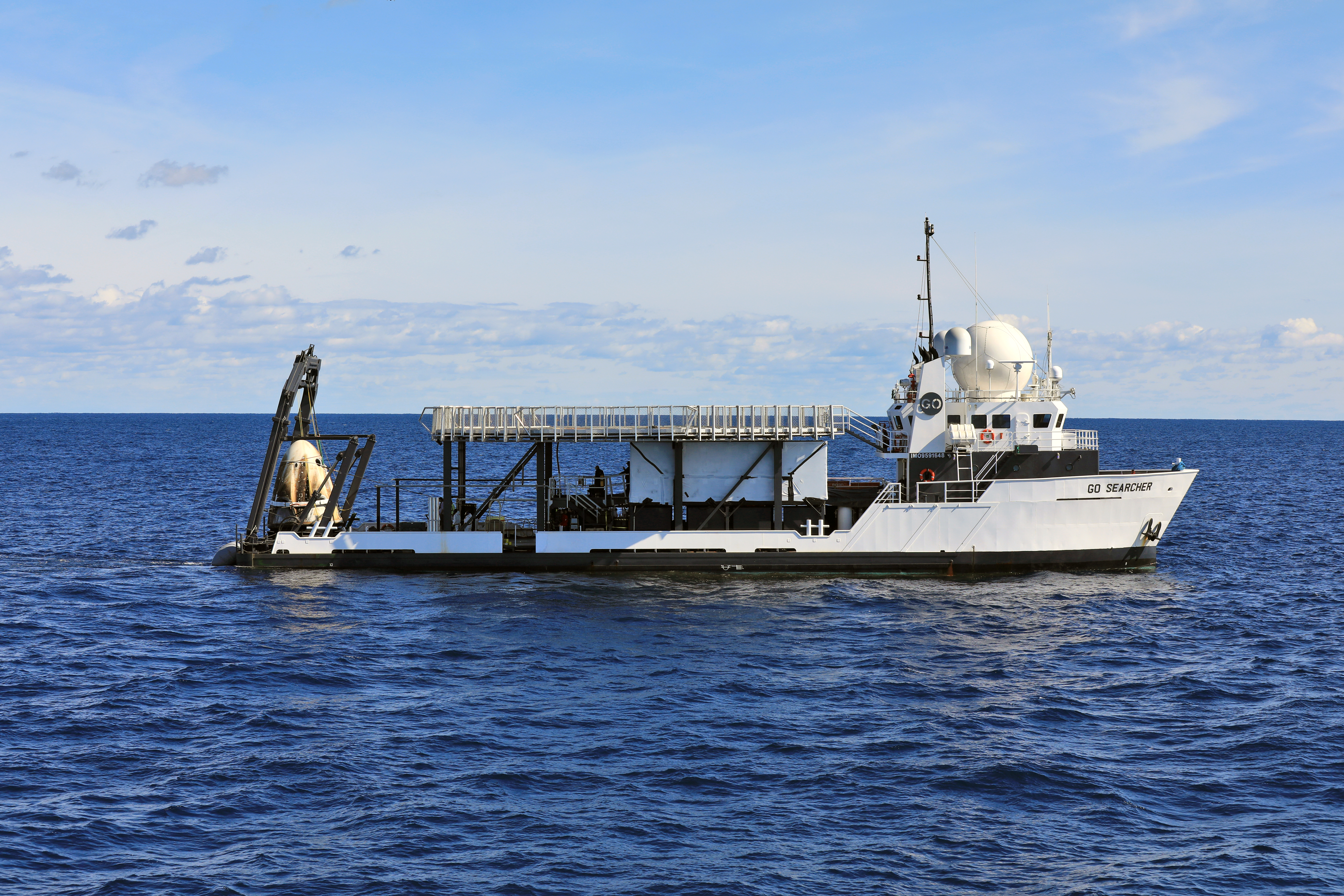